# Martizay
Martizay ist eine französische Gemeinde mit 950 Einwohnern (Stand: 1. Januar 2022) im Département Indre in der Region Centre-Val de Loire. Sie gehört zum Arrondissement Le Blanc und zum Kanton Le Blanc. Die Einwohner werden Martizéens genannt.

## Lage
Die Gemeinde Martizay liegt an der Grenze zum Département Indre-et-Loire am Fluss Claise und seinem Zufluss Cinq Bondes. Das Gemeindegebiet ist Teil des Regionalen Naturparks Brenne. Umgeben wird Martizay von den Nachbargemeinden Azay-le-Ferron im Norden und Nordosten, Saint-Michel-en-Brenne im Osten, Lingé im Südosten, Lureuil im Süden sowie Bossay-sur-Claise im Westen und Nordwesten.

## Bevölkerungsentwicklung
| Jahr                       | 1962 | 1968 | 1975 | 1982 | 1990 | 1999 | 2006 | 2013 | 2021 |
| Einwohner                  | 1399 | 1312 | 1201 | 1163 | 1124 | 1049 | 1043 | 993  | 929  |
| Quellen: Cassini und INSEE |      |      |      |      |      |      |      |      |      |

## Sehenswürdigkeiten
- Kirche Saint-Étienne aus dem 16. Jahrhundert
- ehemalige Priorei Notz-l’Abbé
- Schloss Beaupré aus dem 19. Jahrhundert
- Schloss Notz-l'Abbé aus dem 19. Jahrhundert

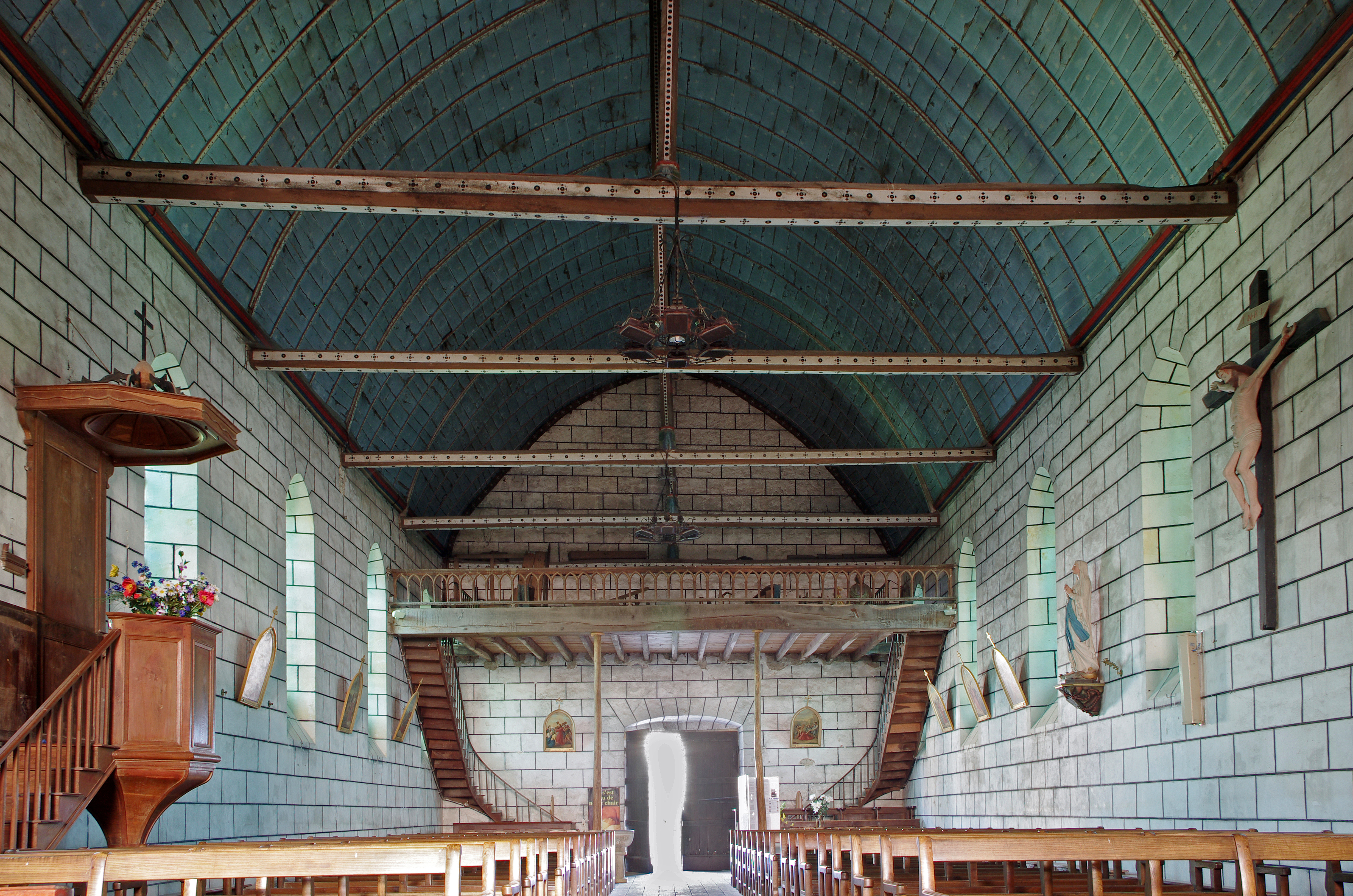
Innenansicht der Kirche Saint-Étienne
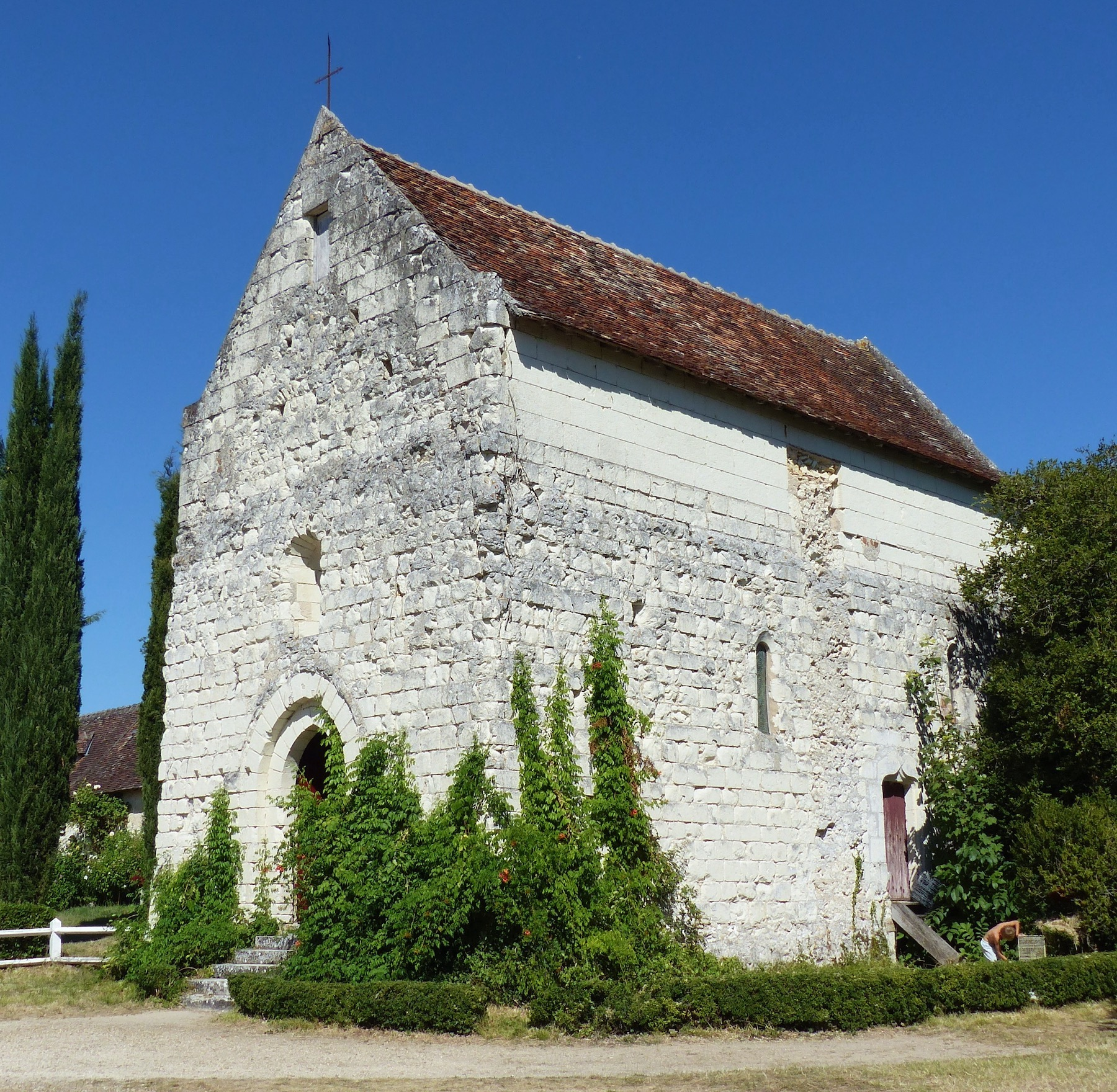
Ehemalige Priorei Notz-l’Abbé
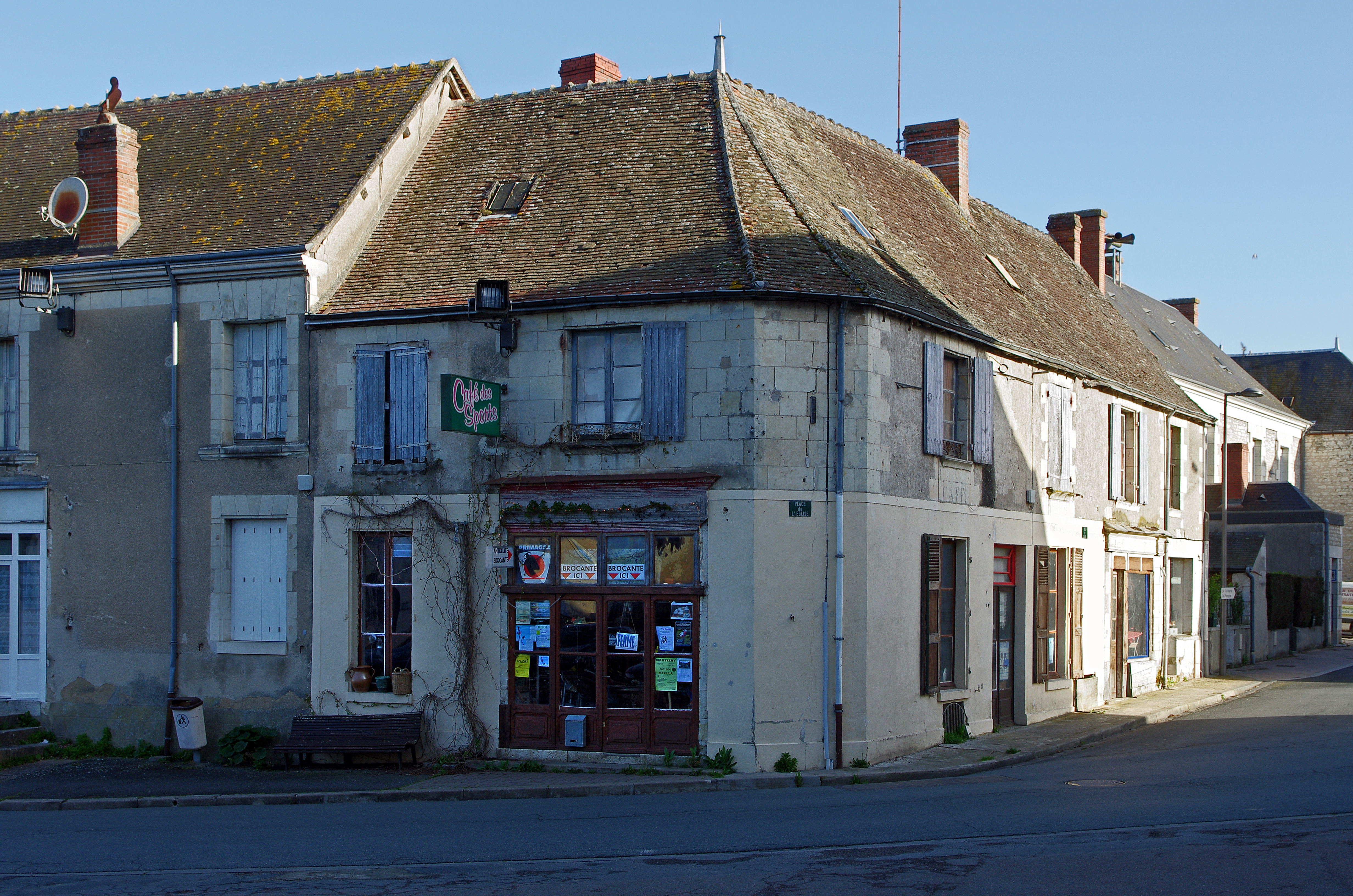
Café des Sports